# ワールド・ニュース・トゥデイ
『ワールド・ニュース・トゥデイ（World News Today）』は、BBCワールドニュース（BBCの国外向けテレビ放送局）で放送されているニュース番組である。『The World Today』が前身で、コーナー進行がおおむね継承されている。

## 概要
アメリカでは独自編成の「BBCアメリカ」として放送していたBBCは、BBCワールド（当時）をケーブルテレビで放送するにあたって2006年7月3日から朝のニュース番組として放送を開始した。イギリス国内向けBBC Oneの6時のニュースを担当しているジョージ・アレガイアーがキャスターを務める。後に、9月18日からはニック・ゴーイングを司会に起用した第2弾の放送を開始した。
『The World Today』の頃から引き続いて、番組開始後40分頃には『World Business Report』の短縮版がコーナーの1つとして放送されている。なお、毎時30分頃に行われる1分間のヘッドラインニュースは、当番組とは別の扱いで放送される（このニュースの後、CM明けのアイキャッチが入る）。
当番組から派生した番組として、経済ニュースにスポットを当てた『ワールド・ニュース・トゥデイ・ビジネス』(World News Today - Business Edition)も放送されている。

## 歴史
元々、BBCワールドと同じグラフィックと音楽を使用していたが、BBC Fourの『ザ・ワールド（The World）』が『ワールドニュース・トゥデイ（World News Today）』に番組名が変更された際、全てのバージョンに別々のグラフィックと音楽のセットが与えられ、3つはイギリスで同時放送された（3:00、12:00、19:00）。2008年4月以降、BBCの英語地域で使用されている標準のタイトルシーケンスが使用されており、グラフィックが変更され、国際的な画像が含まれている。各放送回の最初の30分間は、まだBBC Fourで同時放送されている。
BBCワールドニュースのチャンネル更新の一環として、2010年2月1日に『ワールドニュース・トゥデイ』の5つのバージョンが『GMT (テレビ番組)』、『インパクト・アジア』（現：『インパクト (テレビ番組)』）、『ザ・ハブ (テレビ番組)』（後に2013年に『グローバル (テレビシリーズ)』に置き換えられた）、『ビジネス・エディション』（後で『アウトサイド・ソース』と『ワールドニュース・トゥデイ』に置き換えられたが、『ビジネス・ライブ』という名前の『ワールドニュース・トゥデイ』のバージョンに置き換えられて戻ってきた）、標準版『BBCワールドニュース (番組)』に置き換えられた（2014年に『アウトサイド・ソース』に置き換えられた）。

### 2015年の変更
2015年6月5日、金曜日〜日曜日の21:00（BST、夏）または（GMT、冬）にBBCニュースチャンネルとBBCワールドニュースで新版が開始された。同年11月に『ビジネス・エディション』の復活により、放送時間が30分短縮された。これは、週末の『BBC News at Nine』と標準版『BBCワールドニュース』に取って代わった。

### 2017年の変更
2017年にドナルド・トランプがアメリカ合衆国大統領に就任して以来、番組は月曜日から木曜日まで放送されていない。さらに、4月末からは数週間放送されなかった。この変更は、元々は永続的であることが意図されていたが、後で取り消された。つまり、番組は金曜日19:00（イギリス時間）と金曜日〜日曜日21:00（イギリス時間）に放送され続ける。
ただし、7月17日のスケジュールでは、BBC FourとBBCワールドニュースで月曜日〜木曜日18:00（GMT、BST…19:00）に戻ることが示されている。キャティ・ケイとクリスチャン・フレイザーは、『100デイズ+（100 Days+）』で、番組が木曜日に終了することを発表した。
12月22日から1月1日までの間に、『100デイズ Beyond（Beyond 100 Days）』と『アウトサイド・ソース』は両方とも、BBCワールドニュースで19:00にBBCニュースチャンネルで21:00に『ワールドニュース・トゥデイ』のバージョンに置き換えられた。12月1日、PBSアメリカは、アメリカのネットワークが2018年1月1日から番組を同時放送する権利を取得したと発表した。

### 2019年の変更
2019年7月15日から、BBCニュースとワールドニュースがBBCのカスタムフォント（BBCリース）に統合され、『ワールドニュース・トゥデイ』にBBCリースのアップデートが提供された。BBCワールドニュースとBBCニュースチャンネルで同日12:00に最初に見られた。

## 日本での放送時間
2008年10月現在。時間表記は午前5時を基点とした（24:00以降に開始する番組は、厳密には日付が翌日となる）。特記しない限り、二ヶ国語放送を行っている（ボイスオーバー形式での日本語同時通訳が入る主音声と、原音のままの副音声）。月 - 金曜に毎日、放送されており、週によってはこれ以外の時間にも放送されることがある。
ワールド・ニュース・トゥデイ
- 11:00 - 12:00（この回のみ、時差の関係で火曜 - 土曜の放送）
- 20:00 - 21:00
- 22:00 - 23:00
- 25:00 - 26:00
- 27:00 - 28:00（二ヶ国語放送は未実施）

ワールド・ニュース・トゥデイ・ビジネス
- 06:00 - 06:45（時差の関係で火曜 - 土曜の放送。土曜のみ、二ヶ国語放送は未実施）